# 黃金太陽系列
黄金太阳是由Camelot开发、任天堂发行的掌机奇幻色彩角色扮演游戏系列。在首作中，几位会使用魔法（即“精神力”）的炼金术士为了阻止炼金术再次破坏世界而踏上了旅程。第三作主要讲述了他们后代的故事。《黄金太阳》系列遵循了传统RPG漫游与战斗的主调。
运行于Game Boy Advance平台的系列前两作《黄金太阳 开启的封印》和《黄金太阳 失落的时代》分别首发于2001年和2002年。时隔六年，在2009年6月2日的E3游戏展上，任天堂公布了《黄金太阳 漆黑的黎明》于2010年登陆任天堂DS平台的消息。在《开启的封印》中，罗宾和他的伙伴将动身阻止反派角色点燃灯塔，以防炼金术的力量回到维亚德。但若要解开炼金术的封印，却需要将四座元素灯塔全都点亮，因此在《失落的时代》中，前作未被消灭的“反派”为此而继续旅行着。在第三作《漆黑的黎明》中，前两代人物的孩子将继续着父辈般的旅程。
黄金太阳系列曾被誉为最好的掌机游戏：《开启的封印》获得了《任天堂力量》2001年度最佳GBA游戏奖，并曾排到IGN读者游戏票选前100名，《失落的时代》更上一层楼，排到了第78名。

## 共通设定
黄金太阳系列遵循了如今角色扮演游戏的惯例：玩家操控着主角一队环游于奇幻的世界中，与其他角色交谈，和怪物战斗，学会更强大的魔法，购买更好的装备，到达预定的地点并完成剧情。游戏的多数时间并非用在与怪物的战斗上，而是花在地道、山洞或其他迷宫中。走出迷宫通常要用精神力解开各种机关，这就依赖玩家敏锐的观察力了。为了解开机关，拿到必须的道具，玩家或将石柱推到高崖间以架起桥梁，或在峭壁间爬上爬下。迷宫和城镇之外就是世界地图，它绘出了游戏世界的森林、河流与山脉，在《失落的时代》中玩家还可以遨游于海洋之上。
若想成功探索游戏世界并在战斗中取胜，必要因素之一就是正确的使用精神力。对于很多角色扮演游戏来说，魔法只能用在战斗的攻防上，但“精神力”却还可以用来在地图上解谜。游戏中的一些精神力只能于在战斗中，还有一些却只能用在地图上；但还有些精神力却能兼用于二者，如“旋风”精神力不但可以在战斗中攻击敌人，还可以在迷宫中卷走拦路的藤蔓。精神力的基石是四大元素：地（控制岩石和植物）、火（控制火与热）、风（控制风与电）、水（控制水和冰）。随着游戏的进展，玩家可以掌握更多的精神力，习得新精神力的方法除了升级，还可以通过装备精神力道具学会。当玩家需要打通一些游戏道路或是获得隐藏物品时，就需要使用相应的精神力；一些迷宫在前期会由于缺乏精神力而无法解开，它们可以在后期习得相应的精神力后解决。

### 战斗

系列中有很多的战斗特效。图为武器“盖亚之剑”的特殊效果。

系列中既有随机出现的怪物，也有击败后才能推进剧情的頭目。当一场战斗打响后，游戏全屏将会显示对峙的敌我双方。在前两代中的，战斗画面以伪3D的形式随着双方的攻击而轮流旋转，而在第三作中则采用了3D视效。
如同传统的角色扮演游戏，玩家可以选择多种方法攻击敌人，如发动精神力、通过精灵召唤神兽或直接使用武器伤害敌人。此外，玩家还能用多种方法保持己方战斗力，如发动支援系精神力、使用恢复道具以及用精灵的特效回血或复活倒下的队员。当我方全军的HP都为0时，本场战斗即为失败，之后队伍将自动返回最近去过城镇的神殿，同时并被扣除金钱。战斗胜利后，玩家会得到经验值和金币，还可能捡到敌方掉落的道具。
在前两作中，除了正常的剧情模式外，玩家还可以在启动菜单中选择“对战模式”，该模式下，玩家需要载入一组剧情存档，队员的能力和道具即与该存档相同。此模式下，玩家将在圆形的竞技场中和怪物战斗；除了挑战电脑控制的怪物外，玩家还可以在队员中任选3人组队，与其他玩家联机对战。不过对战模式的胜败并不会对存档的经验值和金币产生影响。

### 精灵系统
黄金太阳系列的特色之一在于捕捉并操控元素产物“精灵”。精灵由四大元素构成并分散在世界的各个角落，可以由玩家可以去捕捉。已经捉到的精灵可以在主角间进行分配，并以此提高角色的能力。角色的职业会随附身不同的精灵而产生变化，而体力等能力和所掌握的精神力也会随职业一起改变。
每个精灵都有自己独特的能力，包括用元素之力攻击、发动增益减益魔法、回复体力或复活主角等，它们需要通过在战斗中让精灵解除附身来实现。成功解除附身的精灵将一直保持待命状态直至再次附身。待命期间的精灵虽不会增强主角的能力，却能用来召唤神兽攻击敌人；召唤兽的攻击将会强有力的伤害所有对手，但风险也随之并存，因为召唤神兽需要有一定数量的“待命”精灵，而该状态下的精灵将不再能提升主角能力。待命精灵在完成召唤后必须要休息几回合，之后它们将会自动附到角色身上。《开启的封印》中共计有16种召唤，每种元素各有4个，分需1到4个同元素精灵待命，而续作增加了联合召唤，需要两种元素的精灵同时待命。

## 概述

### 人物总述
玩家在《开启的封印》中可以控制四位角色，而在《失落的时代》的剧情过后可以控制八位。在前两作中，罗宾是来自海迪亚村的17岁地元素使，在首作中是一名沉默的队长。杰拉德是17岁的海迪亚村火元素使，虽然身体强壮，但做事常有些不经大脑；尽管如此，他依然是罗宾的亲密战友。伊万是15岁的风元素使，虽然一直和卡莱伊的名商生活在一起，但他真正的家乡实际上是阿缇卡大陆的基亚那，聪颖的他有着敏锐的洞察力。米雅莉是来自永冬之村伊米尔的17岁水元素使，传承了玛求里一组的血统，性格文静的她擅于治疗。加西亚在《开启的封印》中是一个反派角色，但在《失落的时代》中成为了主角，他的妹妹加丝敏是17岁的火元素使，和哥哥一样来自海迪亚。在第一作中，大反派萨帝罗斯与梅娜蒂劫持了加西亚、加丝敏、14岁的风元素使西芭和睿智的老学者斯库莱塔。在第二作中，反派角色则是喀斯特与阿加迪奥。 此外，在两代都有出现的一个浮动的大眼球被称为“贤者”，它可能帮助了这些英雄们开启了炼金术的新时代。
在《漆黑的黎明》中，玩家一共可以控制8名角色。队长地元素使穆特是罗宾与加丝敏的儿子，少言但却有着坚定的意志。特里火使特里是杰拉德的儿子，虽因恶作剧而被反感，但依然穆特的好朋友。风使卡莉丝是伊万的女儿，经常来监视小屋找穆特和特里玩。克劳恩是米雅莉的儿子，一直和师傅斯库莱塔在世界中旅行。哈尔玛尼是阿雅塔由的王子，有着谜一般的身世。兽人元素使史黛拉是摩尔格尔国王的妹妹，有着超越人类的感官，在战斗中可以化身野兽。火元素使雷奥雷奥是帕亚亚姆的儿子，曾在二代登场，是一名年轻的海盗。地元素使卑弥是须佐之女，被“第三只眼”选中，具有预知未来的能力。斯派德和哈特是科技与军事强国兹亚帕兰的成员，为达目的而利用了穆特一行，而面具男艾斯则和他们一起行动。

### 系列剧情

在《失落的时代》和《漆黑的黎明》中，玩家取得船后剧情的推进顺序将不再单一，因为玩家可以周游世界并自由的访问沿海的城镇与村庄。

在远古的维亚德，盛行于世的炼金术极大推动了文明的发展，但是最后，带给世界战乱的炼金术随着尘封而逐渐消失。开启炼金术封印的4颗元素之星藏在在阿尔法山的神殿中，由海迪亚村民世世代代的守护着。在《开启的封印》中，年轻的海迪亚炼金术士罗宾和杰拉德进入阿尔法山进行探索，然而三颗元素之星却被萨帝罗斯、梅娜蒂、加西亚和阿历克斯一行夺走。在追逐萨帝罗斯点燃水星灯塔期间，另两位年轻的炼金术士伊万和米雅莉加入队伍，然而罗宾一行却仍没能阻止萨帝罗斯用点燃第一座灯塔。在漫长的追逐后，罗宾一行和萨帝罗斯等人在金星灯塔再次展开了战斗，萨帝罗斯和梅娜蒂为恢复力量而把金星之星投进了灯塔，却依然被罗宾杀掉。然而加西亚和阿历克斯却依然在继续寻找剩下的两座灯塔。
在《失落的时代》中，玩家将控制加西亚，并继续完成既定的任务——点燃剩下的两座灯塔，让强大的炼金术之力重回维亚德。在罗宾一行寻找加西亚的同时，加西亚一行也乘坐着新伙伴皮卡德的船扬帆起航。了解到如不让炼金术回归，世界将会面临消亡之后，加西亚便动身前去点燃木星灯塔。而当罗宾也追到木星灯塔上时，却中复仇心切的火元素使阿加迪奥和喀斯特的陷阱，加西亚帮助罗宾战胜了两名复仇者。在争议解决后，加西亚和罗宾会合并北方的火星灯塔进发；但是当加西亚到达火星灯塔塔顶时，贤者出现并警告队伍，若让人类拥有了如此强大的力量，世界将会被人类自己毁灭。当明白罗宾执意要点燃灯塔后，贤者便召唤出来一条三头龙来作为最后的筹码。当队伍杀败三头龙并点燃火星灯塔点燃后，炼金术再度回到了维亚德，并聚集于阿尔法山上。而利用了其他人的阿历克斯只需站在阿尔法顶就能接受巨大的力量，然而正如贤者所料，阿历克斯随着坍塌的阿尔法山一起下沉了。
《漆黑的黎明》发生于《失落的时代》结局后的三十年。随着罗宾一行把黄金太阳之力重新带回了维亚德，大陆发生漂移，新的国家和物种诞生。然而，能吸取大自然和炼金术士精神力的精神力黑洞却出现在维亚德各处。特里意外的弄坏了伊万发明的滑翔翼，因而罗宾决定让他和穆特、卡莉丝一起到神鸟的岩山寻找修复材料——洛克鸟的羽毛。在途中他们遇到了反派斯派德、哈特和艾斯。穆特来到了兽人居住的摩尔格尔地区后就获得了洛克鸟的羽毛，同时他们也被骗启动了造成“被诅咒的日蚀”的露娜灯塔，而覆盖大半块大陆的日蚀之阴影带来了痛苦与死亡。为了终结日蚀，穆特等人击败了斯派德和哈特，并启动能增强炼金术机器输出的光之增幅机——阿波罗。在启动了阿波罗，终结被诅咒的日蚀之后，一行人各自回到了家乡。然而，迎接穆特的却是一个异常巨大的精神力黑洞。

## 发展

### 开发史
在最初，Camelot只计划将《黄金太阳》设计成一部而非系列，在最早期的设计文件中，游戏预定发布于任天堂64平台，但随着N64被任天堂GameCube取代的迹象出现，Camelot便转而将精力投向掌机Game Boy Advance平台。
《开启的封印》的开发周期为12至18个月，这段时间对于开发掌机游戏可以说很长了，故而有人认为这是慢工出细活的“证明”。在2000年8月日本举办的任天堂博览会上曾展出过一个《黄金太阳》试玩版。北美玩家在美版发布几周前就收到了游戏，IGN评论道：为世嘉开发光明系列的经验帮助Camelot开发了一款精彩的掌机PRG。
《失落的时代》日版发行于2002年，《Fami通》杂志首先对游戏做出了评论。玩家对本作的发布高度期待，游戏排在了IGN 2003年度“最期待”GBA游戏的榜首。北美版曾在2002年E3游戏展上展出，IGN评论道：本作序章的对话不再像《开启的封印》一样枯燥，而是在动作过程中介绍人物。GameSpot于2003年2月展示过一个英文化版，并评论道：游戏使用了前作的图像引擎，环境内容丰富，精细入微，例如鸟儿会在你靠近时飞走。
《漆黑的黎明》最初由任天堂北美总裁雷吉·菲尔斯-埃米在2009年的任天堂E3游戏展上提及，称系列“曾在六年前走向黑暗，但现在将于任天堂DS平台重新登陆”。
在2012年6月Nintendo Gamer的采访中，游戏制作人高桥宏之表示：“我们制作RPG的一个重大原因就是来自喜欢我们RPG玩家的请求。若有足够的任天堂玩家希望我们制作另一部黄金太阳游戏，那我们就会再开发一作的。”

### 立意
作为掌机游戏，《黄金太阳》最初只计划设计为一款游戏，但鉴于GBA卡带的容量有限，同时开发者亦有设计为两部之意，游戏最终得以成为连续的两作，即《开启的封印》和《失落的时代》。在编剧高桥宏之和监制高桥秀五设计的《光明力量III》中，游戏用了两个立场来讲述故事，也就是玩家将会控制“正派”和“反派”的角色。考虑到这是方法很适合衔接故事情节，因而在黄金太阳系列的设计中也是如此：即让玩家在《开启的封印》中控制正派，而在《失落的时代》中控制“反派”。

## 影响
黄金太阳系列的主角罗宾也出现在了格斗游戏《任天堂明星大乱斗X》中，其身份中是需要来解锁的“出来乱一下人物”（英語：Assist Trophy），要在战斗中使用相应道具才能召唤出来。《大乱斗X》中的罗宾会通过“移动”精神力召唤出一只大手来推移其他人物，若敌人试图逃避，罗宾则将会紧追不舍。此外，《失落的时代》组曲也被选进了《大乱斗》的游戏音乐中。
黄金太阳系列第一作的主角们还出现四格同人漫画《黄金太阳 开启的封印 4格趣味战》（黄金の太陽 開かれし封印 4コマギャグバトル）中，该漫画是光文社出版的火球游戏漫画系列（日语：火の玉ゲームコミックシリーズ）的一部分。虽然该作品没有得到Camelot的正式许可，但因在日本，公司极少对未经正式授权而使用虚构角色的行为采取法律行动，故而日本同人志行业对此多是默认的。该漫画以直行四格的方式排版，整个漫画由18名艺术家绘制成。

## 评价
| 游戏                    | Metacritic | Game Rankings |
| ----------------------- | ---------- | ------------- |
| 《黄金太阳 开启的封印》 | 91%        | 90%           |
| 《黄金太阳 失落的时代》 | 86%        | 87%           |
| 《黄金太阳 漆黑的黎明》 | 79%        | 80%           |

黄金太阳系列获得了大量好评。评论者称两作虽然只用了32位的卡带，却能将绚丽的画面、高质的音效、多样而精致的设定以及非常有趣的精灵与战斗系统集于一身。GamePro赞扬游戏道：《开启的封印》是“一款宏大的、奇妙的、富有创造性且十分有趣的RPG，而无需介怀其‘只是’一款GBA游戏”，而《失落的时代》也得到了“视觉效果远异于一般游戏”的好评。同时，IGN也称赞了系列“把游戏世界的各处都紧密结合在了一起”的剧情设定，玩家稍不留神就会迷失于丰富而有深度的剧情中。1UP也称赞《失落的时代》的画面流畅程度较前作更上了一层楼。
而前两作的战斗被指责不够“智能”，如果回合中预备攻击的敌人提前被杀，那么攻击该敌人的角色就会自动防御，而不是攻击其他人。此外，也有批评声指游戏重复了“在地图上移动，随机遇敌，打赢随机战，继续在地图上移动，再次遇敌”的老路。而且他们也指出了过长的开篇对话会“赶走新的玩家”，还会“让玩家把游戏角色搞混”。1UP批评Camelot迟迟未对剧情“减肥”，系列三作的对话都很冗长，主角和敌人之间本应很简单的对话能絮絮叨叨的重复三四遍。Game Informer则对《漆黑的黎明》过于简单的难度而不满，称在主角“神速的升级”和精灵的狂轰滥炸面前，最终Boss实在是太弱。
《开启的封印》获得了2001年《任天堂力量》最佳GBA游戏奖，并排在IGN读者票选最佳100游戏的第94位，而在2007年GBA生命的尽头，《开启的封印》登上IGN举办的最佳25个GBA游戏的第24名。此外，游戏由于“震撼的画质、音效，以及至少30小时的通关时间”而成为了IGN 2003年4月的月度游戏。

## 外部連結
- 《黄金太陽 開啟的封印》任天堂官方页面 （页面存档备份，存于）（日語）
- 《黄金太陽 失落的时代》任天堂官方页面 （页面存档备份，存于）（日語）
- 《黄金太陽 漆黑的黎明》任天堂官方页面：日版 （页面存档备份，存于） · 美版
- 开发商Camelot主頁 （页面存档备份，存于）（日語）